# Dorog
Dorog (in tedesco Drostdorf) è una città di 12 353 abitanti situata nella contea di Komárom-Esztergom, nell'Ungheria settentrionale.

## Amministrazione

### Gemellaggi
Dorog è gemellata con:
- Wendlingen am Neckar, Germania
- Žirany, Slovacchia